# Bertioga
Bertioga là một đô thị tại bang São Paulo, vùng đô thị Baixada Santista, tiểu vùng Santos của Brasil. Dân số năm 2006 ước khoảng 43.763 người với diện tích 491,2 km², mật độ dân số 72,80 người/km².

## Dân số
Dữ liệu điều tra dân số năm 2000
Tổng dân số: 30.039
- Thành thị: 29.178
- Nông thôn: 861
- Nam giới: 15.511
- Nữ giới: 14.528

Mật độ dân số (người/km²): 61,15
Tỷ lệ tử vong trẻ dưới 1 tuổi (trên 1 triệu cháu): 18,38
Tuổi thọ bình quân (tuổi): 69,93
Tỷ lệ sinh (trẻ trên mỗi bà mẹ): 3,08
Tỷ lệ biết đọc biết viết: 91,74%
Chỉ số phát triển con người (bình quân): 0,792
- Chỉ số phát triển con người (thu nhập): 0,744
- Chỉ số phát triển con người (tuổi thọ): 0,749
- Chỉ số phát triển con người (giáo dục): 0,882

(Nguồn: IPEADATA)